# 黄宏
黄宏（ホアン・ホン、こう こう、1960年5月25日－）は、中華人民共和国の「相声（日本の漫才・落語にあたる伝統的話芸）」の第八世代の俳優である。中国人民解放軍の俳優、階級は二級文職幹部（現役の少将に相当）。政府から中国国家一級演員に認定されている。中国曲芸協会副主席。元黒竜江广播電視文工団団長、黒竜江省曲芸団党委書記、中国人民解放軍八一電影製片廠廠長。

## 略歴
- 1960年5月25日、黒竜江省哈爾濱市で生まれ。
- 1973年、中国人民解放軍に入伍。
- 遼寧大学哲学系、中国人民解放軍芸術学院表演系、北京大学芸術学系（碩士研究生）卒業。
- 2008年、第十一回全国政協委員に就任し。[1]
- 2007年11月、中国曲芸協会副主席。[2]
- 2010年10月、中国人民解放軍八一電影製片廠副廠長。[2]2012年4月、中国人民解放軍八一電影製片廠廠長に昇任。[2]
- 2012年7月、少将待遇となる。[3]
- 2015年3月、中国人民解放軍八一電影製片廠廠長退任。[4]

## 出演作品

### 映画
| 年度 | 題名               | 役名     | 備考 |
| ---- | ------------------ | -------- | ---- |
| 1995 | 巧奔妙逃           | 秦貴     |      |
| 2003 | 二十五個孩子一个爹 | 趙光     |      |
| 2006 | 網絡少年           | 耿小楽父 |      |
| 2010 | 第一書記           | 黄處長   |      |
| 2012 | 渡江！渡江！       | 和小江   |      |
| 2013 | 傾城               |          | 監督 |

### テレビドラマ
| 年度 | 題名           | 役名     | 備考 |
| ---- | -------------- | -------- | ---- |
| 2001 | 党員金柱有点忙 | 黄金柱   |      |
| 2005 | 好人李成功     | 李成功   |      |
| 2008 | 低頭不見抬頭見 | 茶館老板 |      |
| 2012 | 青春不夠用     |          |      |